# Lillian Wald
Lillian D. Wald (10 de Março de 1867 – 1 de setembro de 1940) foi uma enfermeira e escritora estadunidense. Ela ficou conhecida por sua contribuição aos direitos humanos e foi a fundadora da comunidade estadunidense de enfermagem. Ela fundou a entidade de serviço social Henry Street Settlement e foi uma das primeiras a defender a enfermagem nas escolas.
Depois de crescer em Ohio e Nova York, Wald tornou-se uma enfermeira. Brevemente ela frequentou a escola de medicina e começou a lecionar aulas de saúde comunitária. Depois de fundar a Henry Street Settlement, ela se tornou uma ativista para os direitos das mulheres e minorias. Ela fez campanha para o sufrágio feminino e foi uma defensora da integração racial. Ela esteve envolvida na fundação da Associação Nacional para o Avanço das Pessoas de Cor (NAACP).
Wald faleceu em 1940, aos 73 anos de idade.

## Carreira de enfermeira

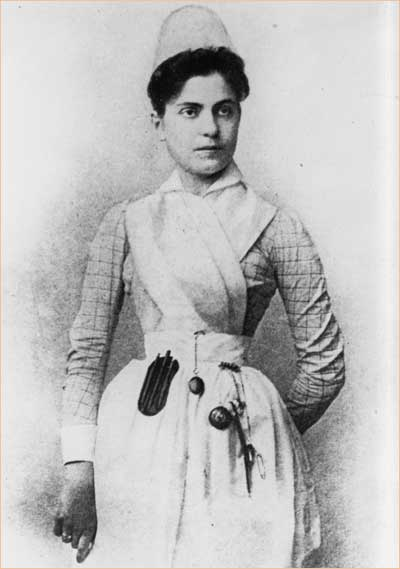
A jovem Lillian Wald, em uniforme de enfermeira

Wald trabalhou por um tempo numa instituição para jovens em Nova York, um orfanato onde as condições eram precárias. Em 1893, ela abandonou a faculdade de medicina e começou a lecionar um curso de enfermagem para famílias de imigrantes pobres no Lower East Side, na Escola Técnica Hebraica para Meninas. Pouco tempo depois, ela começou a cuidar de moradores doentes no Lower East Side. Junto com outra enfermeira, Mary Brewster, ela mudou-se para um quarto espartano perto de seus pacientes, a fim de cuidar deles melhor. Nesse tempo ela cunhou o termo "enfermeira de saúde pública" para descrever enfermeiros cujo trabalho está integrado à comunidade pública.
Wald fundou a Henry Street Settlement. A organização atraiu a atenção de um filantropo judeu, Jacob Schiff, que secretamente deu a Wald os meios necessários para ajudar os "pobres judeus russos", aos quais ela prestava cuidados. Ela tinha 27 enfermeiras na equipe, em 1906, e ela conseguiu atrair mais apoio financeiro. Em 1913, a equipe aumentou para 92 pessoas. AOHenry Street Settlement, eventualmente, expandiu-se para o Serviço de Enfermagem de Visita Domiciliar de Nova York.

## Ativismo
Wald também ensinou mulheres a cozinhar e costurar, ofereceu atividades de lazer para as famílias e esteve envolvida no movimento operário. Ela ajudou a fundar o sindicato Women's Trade Union League em 1903 e mais tarde serviu como membro do comitê executivo dessa liga na Cidade de Nova York. Em 1910, Wald e vários colegas entraram em um período de seis meses de viagem para Havaí, Japão, China e Rússia, em uma viagem que aumentou sua participação em questões humanitárias.
Wald também preocupou-se com o tratamento de afro-americanos. Como uma ativista dos direitos civis, ela insistiu com que todas as classes em Henry Street fossem racialmente integradas. Em 1909, ela se tornou um membro fundador da Associação Nacional para o Avanço das Pessoas de Cor (NAACP). A primeira grande conferência pública da organização ocorreu na Henry Street Settlement.
Wald organizou em Nova York campanhas pelo sufrágio, marchou para protestar contra a entrada dos Estados Unidos na I Guerra Mundial, juntou-se ao Partido da Paz das Mulheres e ajudou a estabelecer o Women's International League for Peace and Freedom. Em 1915, foi eleita presidente da recém-formada União Americana Contra o Militarismo (AUAM). Ela permaneceu envolvido com organizações parceiras da AUAM, a Foreign Policy Organization e União Americana pelos Liberdades Civis, depois os Estados Unidos entrarem na guerra.

## Vida pessoal
Wald nunca se casou. Ela manteve seus relacionamentos mais próximos com mulheres. A correspondência revela que Wald sentiu afeição íntima por, pelo menos, duas de seus companheiras, a escritora Mabel Hyde Kittredge e a advogada Helen Arthur.

## Falecimento
Ela morreu de uma hemorragia cerebral em 1 de setembro de 1940. Um rabino realizou um serviço memorial na Henry Street Neighborhood Playhouse. Um serviço privado também foi realizado na casa de Wald. Alguns meses mais tarde, no Carnegie Hall, mais de 2.000 pessoas se reuniram em um tributo a Wald, que incluiu mensagens entregues pelo presidente da república, governadores e prefeitos. Ela foi enterrada no Cemitério Mount Hope, em Rochester.

## Legado

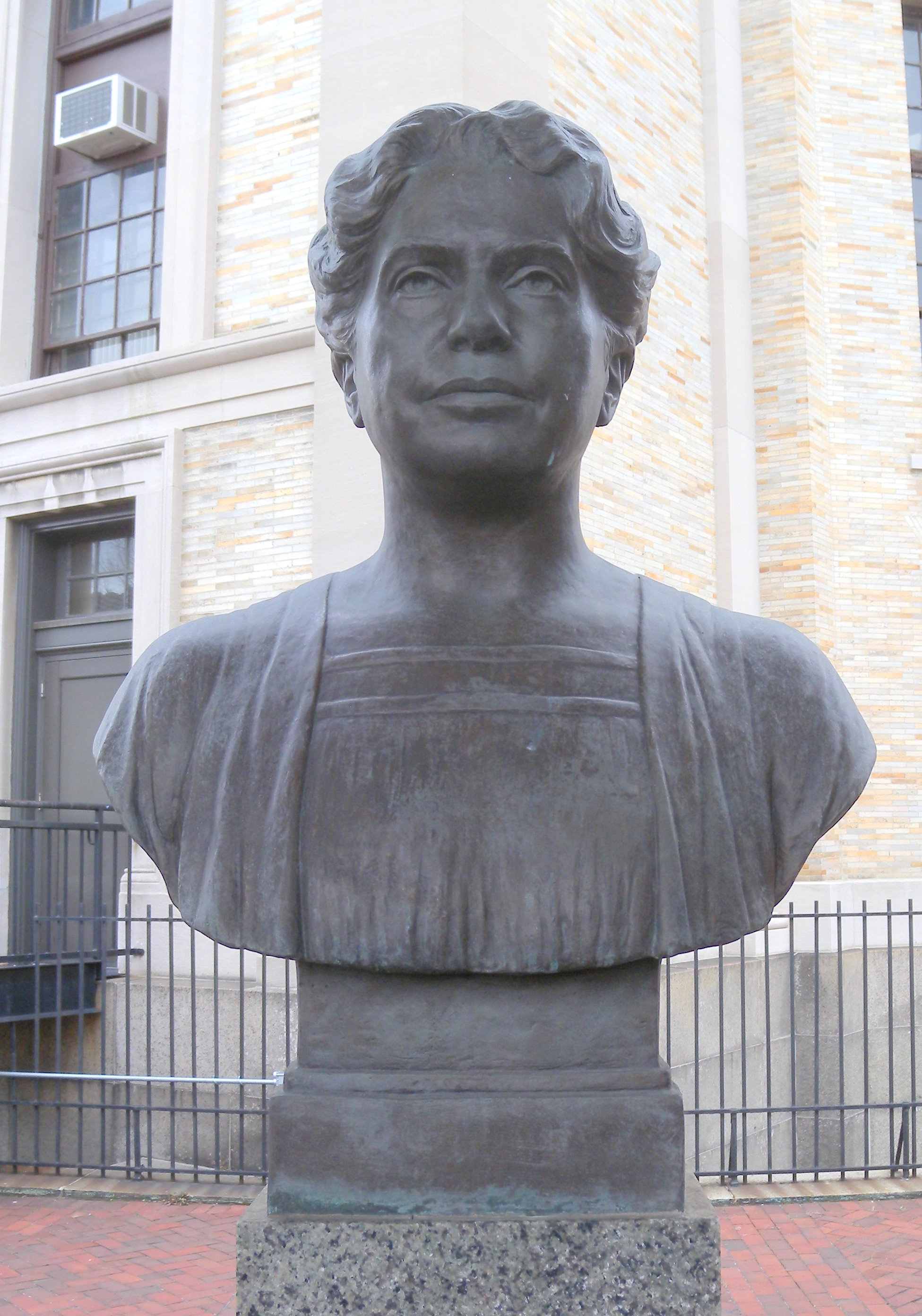
Busto de Lillian Wald no Hall da Fama de Grande Americanos

O New York Times chamou Wald uma das 12 maiores mulheres norte-americanas vivas, em 1922, e, mais tarde, ela recebeu o Medalhão Lincoln por seu trabalho como "uma cidadã de destaque de Nova York."
Wald foi eleita para o Hall da Fama dos Grande Americanos em 1970.